# Otto Hunte
Otto Hunte (Amburgo, 9 gennaio 1881 – Steinstucken, 28 dicembre 1960) è stato uno scenografo e costumista tedesco.
Nel 1922 allestì le scenografie de Il dottor Mabuse, lavoro che gli consentì poi di prendere parte alla realizzazione del capolavoro di Fritz Lang Metropolis.
Tra le sue altre scenografie si ricordano Giglio nelle tenebre (1927) e Angelo azzurro (1930).

## Filmografia

### Scenografo
- Die Spinnen, 2. Teil - Das Brillantenschiff, regia di Fritz Lang (1920)
- Das wandernde Bild, regia di Fritz Lang (1920)
- Frauen vom Gnadenstein, regia di Robert Dinesen, Joe May (1920)
- La vendetta di Maud (Die Herrin der Welt 8. Teil - Die Rache der Maud Fergusson), regia di Joe May (1920)
- Junge Mama, regia di Uwe Jens Krafft, Joe May (1921)
- Il dottor Mabuse  (Dr. Mabuse, der Spieler), regia di Fritz Lang (1922)
- I Nibelunghi  (Die Nibelungen), regia di Fritz Lang (1924)
- Die Nibelungen: Kriemhilds Rache, regia di Fritz Lang (1924)
- Metropolis, regia di Fritz Lang (1927)
- Hurra - ein Junge!, regia di Georg Jacoby  (1931)
- Heideschulmeister Uwe Karsten, regia di Carl Heinz Wolff (1933)
- Dannazione (Liebe, Tod und Teufel), regia di Heinz Hilpert e Reinhart Steinbicker (1934)
- Oro (Gold), regia di Karl Hartl (1934)
- Boccaccio, regia di Herbert Maisch (1936)
- Die Entlassung, regia di Wolfgang Liebeneiner (1942)
- Herr Sanders lebt gefährlich, regia di Robert A. Stemmle (1944)

### Costumista
- Il lago d'oro, ovvero I ragni
- Die Spinnen, 2. Teil - Das Brillantenschiff, regia di Fritz Lang (1920)
- Das indische Grabmal erster Teil - Die Sendung des Yoghi, regia di Joe May (1921)
- Das indische Grabmal zweiter Teil - Der Tiger von Eschnapur, regia di Joe May (1921)